# Lennart Öjesten
Lars Lennart Öjesten, född 10 juli 1924 i Linköping, död 21 februari 2006 i Båstad, var en svensk journalist och motorskribent.

## Biografi
Lennart Öjesten inledde sin journalistbana i Östergötland, först på Motala-Posten (1941) och därefter på Östgöta-Tidningen (1942 - 1943). Därefter knöts han år 1944 till Tidningarnas Telegrambyrå, TT, och Vecko-Nytt mellan 1946 och 1950. Mellan 1950 och 1954 var han redaktör för tidningen Motorbranschen innan han mellan 1954 och 1958 var redaktionschef för Motormännens riksförbunds medlemstidning Motor.
År 1958 började Lennart Öjesten som motorreporter på Expressen och verkade där till 1980.
År 1974 belönades han med Stora journalistpriset i klassen dagspress med motiveringen: "För en kraftfull och närgången, personligt präglad, konsumentorienterad journalistik i motor och trafikfrågor. Hans självständiga och orädda hållning markerades i år speciellt under oljekrisen." Prisnämnden syftade på att Öjesten hade ifrågasatt bensinbolagens och regeringens agerande rörande bensinransonering under oljekrisen 1973.